# Мирзалиева, Нигяр
Нигяр Мирзалиева (азерб. Nigar Mirzəliyeva, 28 апреля 2002) — азербайджанская футболистка, выступающая на позиции защитника в российском клубе «Зенит» и в сборной Азербайджана.

## Карьера
Начала заниматься футболом с 2012 года в спортивной секции города Мингечевир. В 2013 году в возрасте девяти лет по программе «Футбол с Bakcell» несколько месяцев провела в академии «Манчестер Юнайтед». Вернувшись в Азербайджан, продолжила играть за детские команды.
В 2017 году начала обучение в Академии Ассоциации футбольных федераций Азербайджана.
Первым клубом в карьере был «Балхурма» из Балакена. Затем играла в «Мархале» (Шеки).
В 2021 году перешла в казанский «Рубин» и уже 14 марта провела первый официальный матч в Суперлиге. За два сезона 2021 и 2022 годов провела больше всех матчей за «Рубин» (47 матчей в чемпионате и 1 матч в кубке).
В январе 2023 года перешла в санкт-петербургский «Зенит».
В сезонах 2023 и 2024 года становилась чемпионкой России в составе «Зенита». В сезоне 2024 года сыграла в 8 играх, забив 1 гол.
В 2017 году получила первое приглашение в юношескую сборную Азербайджана. Играла за сборные Азербайджана U17 и U19. В 2020 году дебютировала за национальную команду.